# Paweł Korzeniowski
Paweł Korzeniowski (ur. 9 lipca 1985 w Oświęcimiu) – polski pływak.
Wielokrotny rekordzista i mistrz Polski, mistrz i dwukrotny wicemistrz świata, wielokrotny mistrz Europy, olimpijczyk (Ateny 2004, Pekin 2008, Londyn 2012, Rio de Janeiro 2016 i Tokio 2020). Wychowanek klubu pływackiego Unia Oświęcim oraz trenerów Piotra Woźnickiego i Marka Dorywalskiego. Od 2005 trenował w AZS-AWF Warszawa, początkowo pod opieką Pawła Słomińskiego, a od 2010 – Roberta Białeckiego.

## Życiorys
Pochodzi z rodziny o tradycjach sportowych. Jego ojciec, Jan Korzeniowski, był bramkarzem Unii Oświęcim, a matka Dorota oraz wujkowie byli pływakami.
W 1998, w wieku 13 lat w swoim pierwszym starcie w mistrzostwach Polski zajął szóste miejsce. W następnym roku na mistrzostwach 14-latków zajął drugie miejsce na 200 m stylem motylkowym, w 2000 zdobył brązowy medal, a jeszcze w tym samym roku w Zielonej Górze w mistrzostwach kraju juniorów był najlepszy.
Jako senior wystartował po raz pierwszy w wieku 16 lat w 2001 w Warszawie, zajmując szóste i siódme miejsce na 200 i 100 m stylem motylkowym. Powołany na Europejskie Młodzieżowe Dni Olimpijskie do Murcji w Hiszpanii, zdobył srebrny medal. W 2002 w mistrzostwach Europy w Linzu, gdzie był najmłodszym zawodnikiem, zdobył srebrny medal na 1500 m stylem dowolnym. W tym samym roku zadebiutował na 25-metrowym basenie w Riesa na mistrzostwach Europy w Niemczech, zajmując 12. miejsce. Na mistrzostwach świata w Barcelonie awansował do finału i ostatecznie zajął w nim ósme miejsce.
W 2003 zdobył swój pierwszy tytuł mistrza Europy juniorów na 200 m stylem motylkowym. Na krótkim basenie na ME w Dublinie zdobył brązowy medal. Rekordy i sukcesy w kraju dały mu prawo udziału w igrzyskach olimpijskich w Atenach; w finale na 200 m stylem motylkowym był czwarty, na 1500 m stylem dowolnym – dziewiąty. Ostatnie trzy medale w barwach Unii zdobył w Wiedniu na ME w grudniu 2004.
W 2005 jako student AWF przeszedł do klubu AZS AWF Warszawa. Na mistrzostwach świata w Montrealu w 2005 zdobył złoty medal po uzyskaniu wyniku 1:55,02, będący zarazem nowym rekordem Polski.
Cztery lata później, podczas mistrzostw świata w Rzymie zdobył w wyścigu na 200 m stylem motylkowym srebrny medal z czasem nowego rekordu Polski 1:53,23, przegrywając jednak z Michaelem Phelpsem. Złoty medal zdobył również na Letniej Uniwersjadzie w Izmirze. Kolejne starty zakończyły się również zdobyciem tytułów mistrzowskich: w Trieście, ME na basenie 25-metrowym, w Budapeszcie, ME na basenie 50-metrowym, Helsinki, ME na basenie 25-metrowym (2005, 2006, 2007).

## Najważniejsze osiągnięcia

### Igrzyska olimpijskie

#### Ateny 2004
- 4. miejsce (200 m stylem motylkowym)
- 9. miejsce (1500 m stylem dowolnym)

#### Pekin 2008
- 6. miejsce (200 m stylem motylkowym)

#### Londyn 2012
- 7. miejsce (200 m stylem motylkowym)

### Mistrzostwa świata

#### Barcelona 2003
- 8. miejsce (1500 m stylem dowolnym)

#### Montreal 2005
- złoty medal (200 m stylem motylkowym)

#### Rzym 2009
- srebrny medal (200 m stylem motylkowym)

#### Barcelona 2013
- srebrny medal (200 m stylem motylkowym)

### Mistrzostwa świata na basenie 25-metrowym

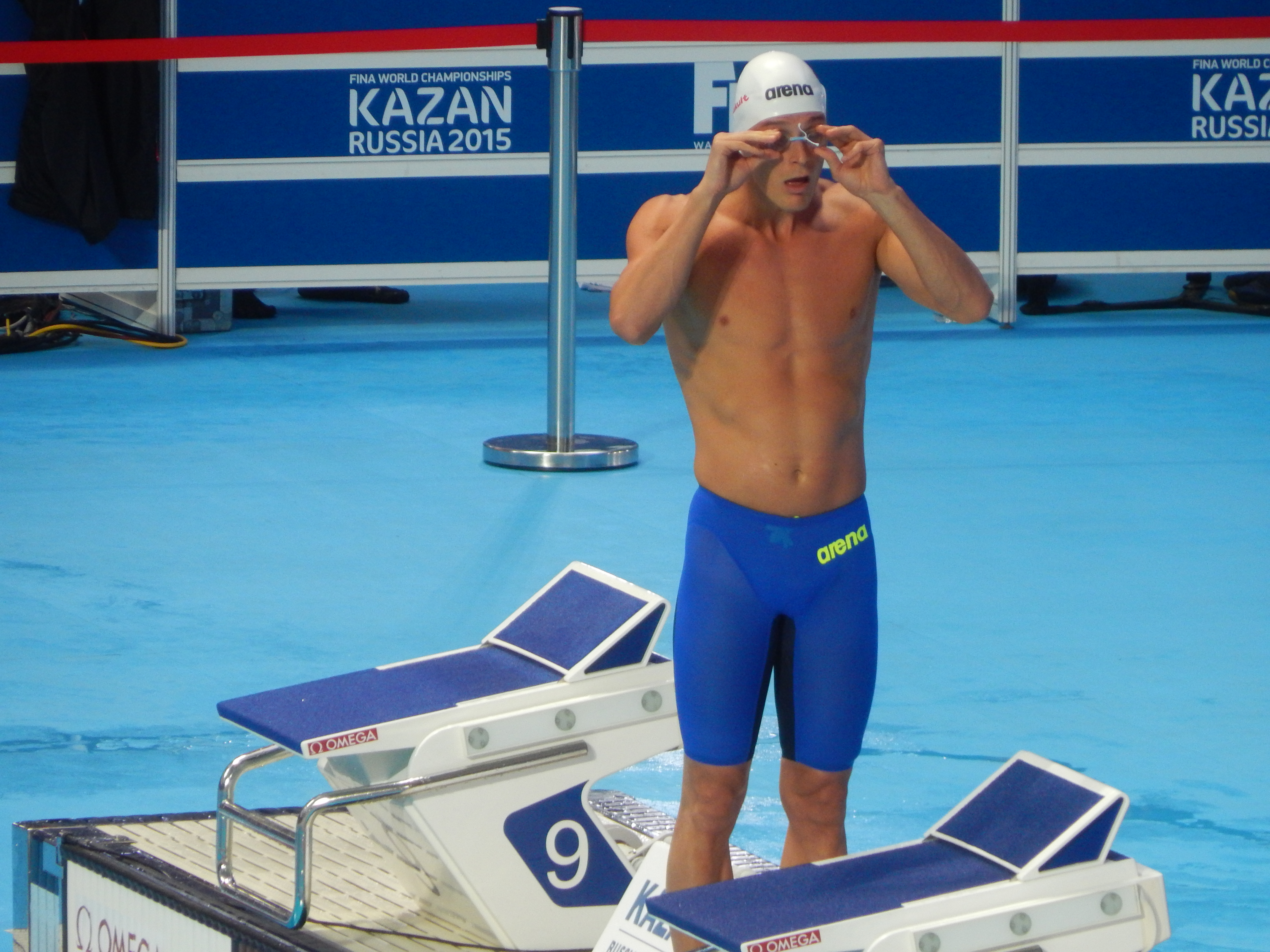
Kazan 2015

#### Manchester 2008
- brązowy medal (200 m stylem motylkowym)

#### Doha 2014
- brązowy medal (200 m stylem motylkowym)

### Mistrzostwa Europy na basenie 50-metrowym

#### Budapeszt 2006
- złoty medal (200 m stylem motylkowym)
- 6. miejsce (sztafeta 4x200 m stylem dowolnym)

#### Eindhoven 2008
- złoty medal (200 m stylem motylkowym)

#### Budapeszt 2010
- złoty medal (200 m stylem motylkowym)

### Mistrzostwa Europy na basenie 25-metrowym

#### Dublin 2003
- brązowy medal (200 m stylem motylkowym)

#### Wiedeń 2004
- srebrny medal (200 m stylem motylkowym)
- brązowy medal (400 m stylem dowolnym)
- brązowy medal (200 m stylem dowolnym)

#### Triest 2005
- złoty medal (200 m stylem motylkowym)
- srebrny medal (400 m stylem dowolnym)

#### Helsinki 2006
- złoty medal (200 m stylem motylkowym)
- brązowy medal (200 m stylem dowolnym),
- brązowy medal (400 m stylem dowolnym)

#### Debreczyn 2007
- złoty medal (400 m stylem dowolnym)
- srebrny medal (200 m stylem motylkowym)
- brązowy medal (200 metrów stylem dowolnym)

#### Stambuł 2009
- srebrny medal (200 m stylem motylkowym)

#### Szczecin 2011
- brązowy medal (400 m stylem dowolnym)

#### Herning 2013
- srebrny medal (200 m stylem motylkowym)

### Mistrzostwa Europy juniorów
- 2002
  - srebrny medal (1500 m stylem dowolnym)
- 2003
  - złoty medal (200 m stylem motylkowym)
  - brązowy medal (400 m stylem zmiennym)

### Olimpijski Festiwal Młodzieży Europejskiej
- 2001
  - srebrny medal (200 m stylem motylkowym)

### Uniwersjada
- 2005
  - złoty medal (200 m stylem motylkowym)
- 2009
  - złoty medal (200 m stylem motylkowym)
- 2011
  - brązowy medal (100 m stylem motylkowym)
- 2013
  - złoty medal (100 m stylem motylkowym)[1]
  - brązowy medal (200 m stylem dowolnym)[2]

## Odznaczenia i nagrody za osiągnięcia sportowe
- Medal Miasta Oświęcimia – 2005 r.
- Przyznanie tytułu Honorowego Obywatela Miasta Oświęcim – 2006 r.
- Tytuł „Sportowca Ziemi Oświęcimskiej '2005”
- 8. miejsce za 2006 rok w Plebiscycie Przeglądu Sportowego